# (27831) 1994 DF
(27831) 1994 DF es un asteroide que forma parte del cinturón de asteroides y fue descubierto por Takeshi Urata el 2 de noviembre de 1998 desde el  Observatorio de Nihondaira.

## Designación y nombre
Designado provisionalmente como 1994 DF.

## Características orbitales
1994 DF está situado a una distancia media del Sol de 2,654 ua, pudiendo alejarse hasta 3,087 ua y acercarse hasta 2,221 ua. Su excentricidad es 0,163 y la inclinación orbital 12,877 grados. Emplea 1579,10 días en completar una órbita alrededor del Sol.
Pertenece a la familia de asteroides de (15) Eunomia

## Características físicas
La magnitud absoluta de 1994 DF es 13,74. Tiene 5,025 km de diámetro y su albedo se estima en 0,238.